# Polypodium patelliferum
Polypodium patelliferum là một loài dương xỉ trong họ Polypodiaceae. Loài này được Burck mô tả khoa học đầu tiên năm 1884.
Danh pháp khoa học của loài này chưa được làm sáng tỏ. 